# Lovreć
Lovreć je vesnice a správní středisko stejnojmenné opčiny v Chorvatsku ve Splitsko-dalmatské župě. Nachází se asi 23 km severozápadně od Imotski a asi 32 km severozápadně od Makarské. V roce 2011 žilo v Lovreći 585 obyvatel, v celé opčině pak 1 699 obyvatel.
Opčina zahrnuje celkem 5 samostatných vesnic:
- Dobrinče – 174 obyvatel
- Lovreć – 585 obyvatel
- Medovdolac – 163 obyvatel
- Opanci – 321 obyvatel
- Studenci – 456 obyvatel